# Lowgar
Lowgar of Lōgar (Perzisch: لوگر) is een van de 34 provincies van Afghanistan.

## Bestuurlijke indeling
De provincie Lōgar is onderverdeeld in 7 districten:
- Azra
- Baraki Barak
- Charkh
- Kharwar
- Khushi
- Muhammad Agha
- Puli Alam

## Geboren
- Ashraf Ghani (1949), president van Afghanistan (2014-2021)

Badakhshān · Bādghīs · Baghlān · Balkh · Bāmyān · Dāykundī · Farāh · Fāryāb · Ghaznī · Ghōr · Helmand · Herāt · Jowzjān · Kābul · Kandahār · Kāpīsā · Khōst · Kunar · Kunduz · Laghmān · Lōgar · Nangarhār · Nīmrōz · Nūristān · Paktiyā · Paktīkā · Panjshayr · Parwān · Samangān · Sar-e Pul · Takhār · Uruzgān · Wardak · Zābul